# بيت وهاب (جحانة)

تعديل مصدري - تعديل

بيت وهاب هي إحدى قرى عزلة اليمانية السفلى بمديرية جحانة التابعة لمحافظة صنعاء، بلغ تعداد سكانها 260 نسمة حسب تعداد اليمن لعام 2004.